# Diskrimineringsombudsmannen
För den finländska myndigheten med samma namn, se Finlands diskrimineringsombudsman.
Diskrimineringsombudsmannen (DO) är en svensk statlig förvaltningsmyndighet under Arbetsmarknadsdepartementet. Myndigheten har tillsyn över att diskrimineringslagen följs. Chef för myndigheten är Lars Arrhenius.

## Verksamhet
Diskrimineringsombudsmannen utövar tillsyn över att diskrimineringslagen följs. Dessutom ska myndigheten verka för att diskriminering som har samband med kön, könsöverskridande identitet eller uttryck, etnisk tillhörighet, religion eller annan trosuppfattning, funktionsnedsättning, sexuell läggning eller ålder inte förekommer på några områden av samhällslivet. Ombudsmannen ska också i övrigt verka för lika rättigheter och möjligheter avseende samtliga sju diskrimineringsgrunder.
Diskrimineringsombudsmannen ska vidare inom sitt verksamhetsområde
1. informera, utbilda, överlägga och ha andra kontakter med myndigheter, företag, enskilda och organisationer,
2. följa den internationella utvecklingen och ha kontakter med internationella organisationer,
3. följa forsknings- och utvecklingsarbete,
4. hos regeringen föreslå författningsändringar eller andra åtgärder som kan motverka diskriminering, och
5. ta initiativ till andra lämpliga åtgärder.[3]

Myndigheten har sin verksamhet i lokaler i Hagalund i Solna.

### Internationellt arbete
DO deltar i internationella nätverk och samarbetar med olika institutioner. DO är t.ex. medlem i Equinet (The European Network of Equality Bodies). Nätverket består av 49 jämlikhetsorgan i 37 länder som på olika sätt arbetar mot diskriminering och för lika rättigheter och möjligheter. Vidare är DO medlem i det europeiska nätverket för nationella institutioner för mänskliga rättigheter, ENNHRI (European Network for National Human Rights Institutions). DO har dessutom ett samarbete med EU:s byrå för grundläggande rättigheter, FRA (Fundamental Rights Agency). Den huvudsakliga uppgiften för FRA är att bevaka respekten för mänskliga rättigheter inom EU.

## Historik

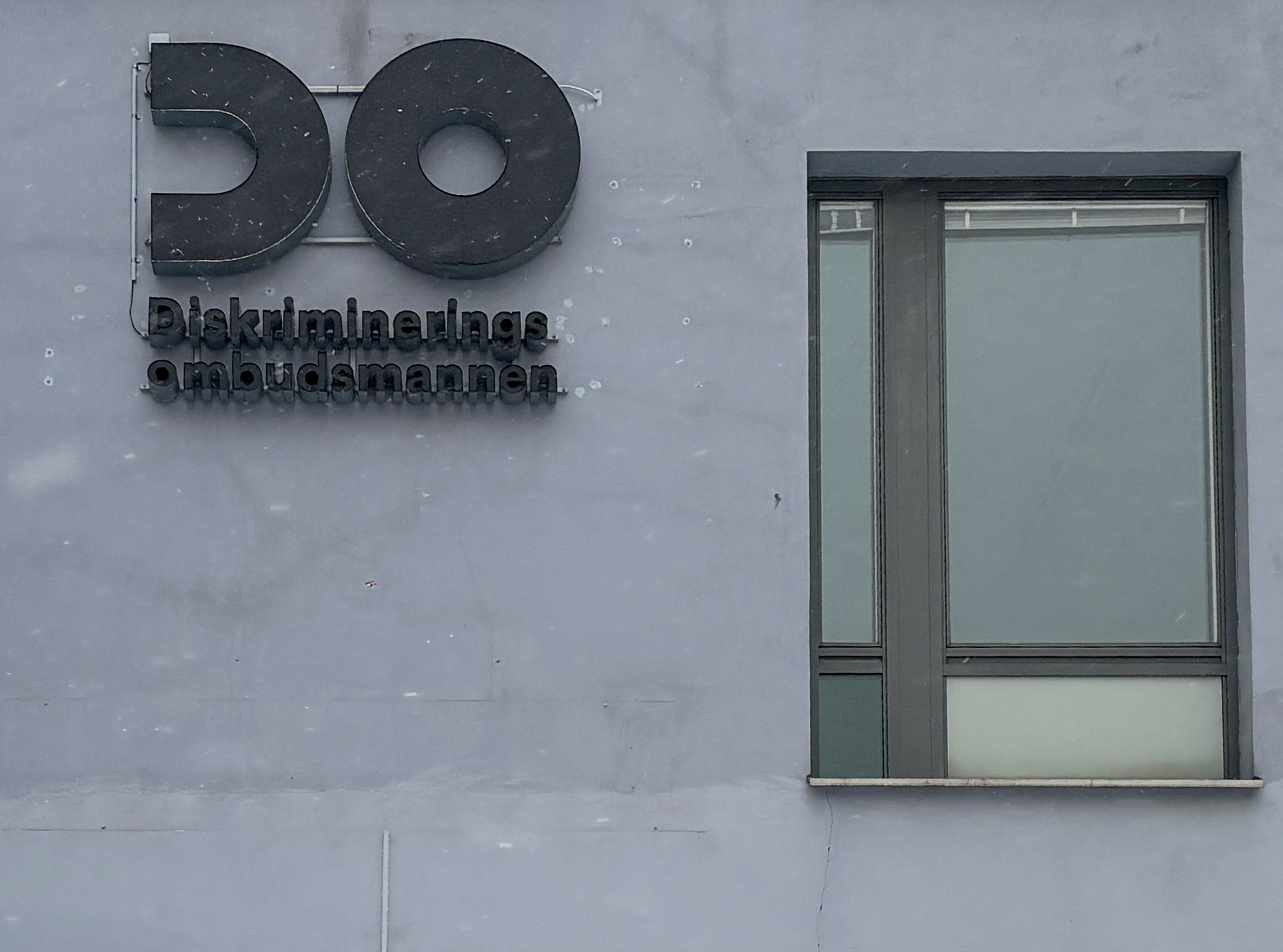
DO i Solna

DO inledde sin verksamhet den 1 januari 2009. Myndigheterna Ombudsmannen mot etnisk diskriminering, Jämställdhetsombudsmannen (JämO), Handikappombudsmannen (HO) och Ombudsmannen mot diskriminering på grund av sexuell läggning (HomO) avvecklades i samband med inrättandet av DO. 
Den tidigare Ombudsmannen mot etnisk diskriminering Katri Linna var den nya myndighetens första chef. Efter hård kritik från flera håll beslutade regeringen den 1 februari 2011 att förflytta Katri Linna till en tjänst inom Regeringskansliet. Den 23 juni 2011 utsåg regeringen Agneta Broberg till DO.
I december 2016 konstaterade DO i ett tillsynsbeslut att könsseparerade öppettider på simhallar kan vara fråga om diskriminering som har samband med kön. Ett undantag i diskrimineringslagen kopplat till tillhandahållande av tjänster och bostäder möjliggör dock att kvinnor och män i undantagsfall kan behandlas olika, om det finns ett så kallat berättigat syfte och om de medel som används för att uppnå syftet är lämpliga och nödvändiga.

## Diskrimineringsombudsmän
- Katri Linna 2009–2011
- Agneta Broberg 2011–2020
- Lars Arrhenius[8] 2020–